# Васянович, Сергей Александрович
Сергей Александрович Васяно́вич (8 июля 1982) — российский футболист, полузащитник.

## Биография
Воспитанник ленинградской школы «Смена». В высшем дивизионе чемпионата России провёл в 2001 году 7 матчей и забил один гол. В первом же матче против «Ростсельмаша» отдал три голевые передачи. В 2002—2006 годах выступал в первом и втором дивизионах, после чего вследствие травм закончил профессиональную карьеру в возрасте 24 лет.
В 2007 году играл в чемпионате Санкт-Петербурга за команду «90 минут».
В 2009 году выступал в турнире по футболу в зале среди любителей «Лига чайников» в составе команды «Комита».
После завершения игровой карьеры и ухода из «Петротреста» устроился работать в Северо-Западное таможенное управление, где проработал пять лет: был сотрудником службы силового обеспечения при отделе таможенной охраны, позже перешёл в оперативники. По состоянию на 2020 год — капитан полиции, старший оперуполномоченный Отдела экономической безопасности и противодействия коррупции МВД России по Петроградскому району Санкт-Петербурга.
Женат, есть двое детей.